# المعجله
المعجلة (به عربی: المعجلة) یک منطقهٔ مسکونی در یمن است که در استان ابین واقع شده‌است.